# 丹麥廣播音樂廳
丹麥廣播公司音樂廳（丹麥語：DR Koncerthuset）隸屬於丹麦广播电视城，由普利兹克奖得主、建築師让·努维尔設計，坐落於哥本哈根的新城區厄勒斯塔兹，哥本哈根機場附近。
2003年2月，音樂廳破土動工，2009年1月17日在丹麥女王主持下開幕啟用。內部一共四廳，主廳客席數為1,800人，另有三座小型廳室。目前，音樂廳的駐館團體為丹麥國家交響樂團。

## 名稱
音樂廳前稱「哥本哈根音樂廳」（英語：Copenhagen Concert Hall）。

## 設備
- 管風琴：位於主廳，為6,000管規模的大型管風琴，由J.L.范登赫維爾建造。

## 多媒體

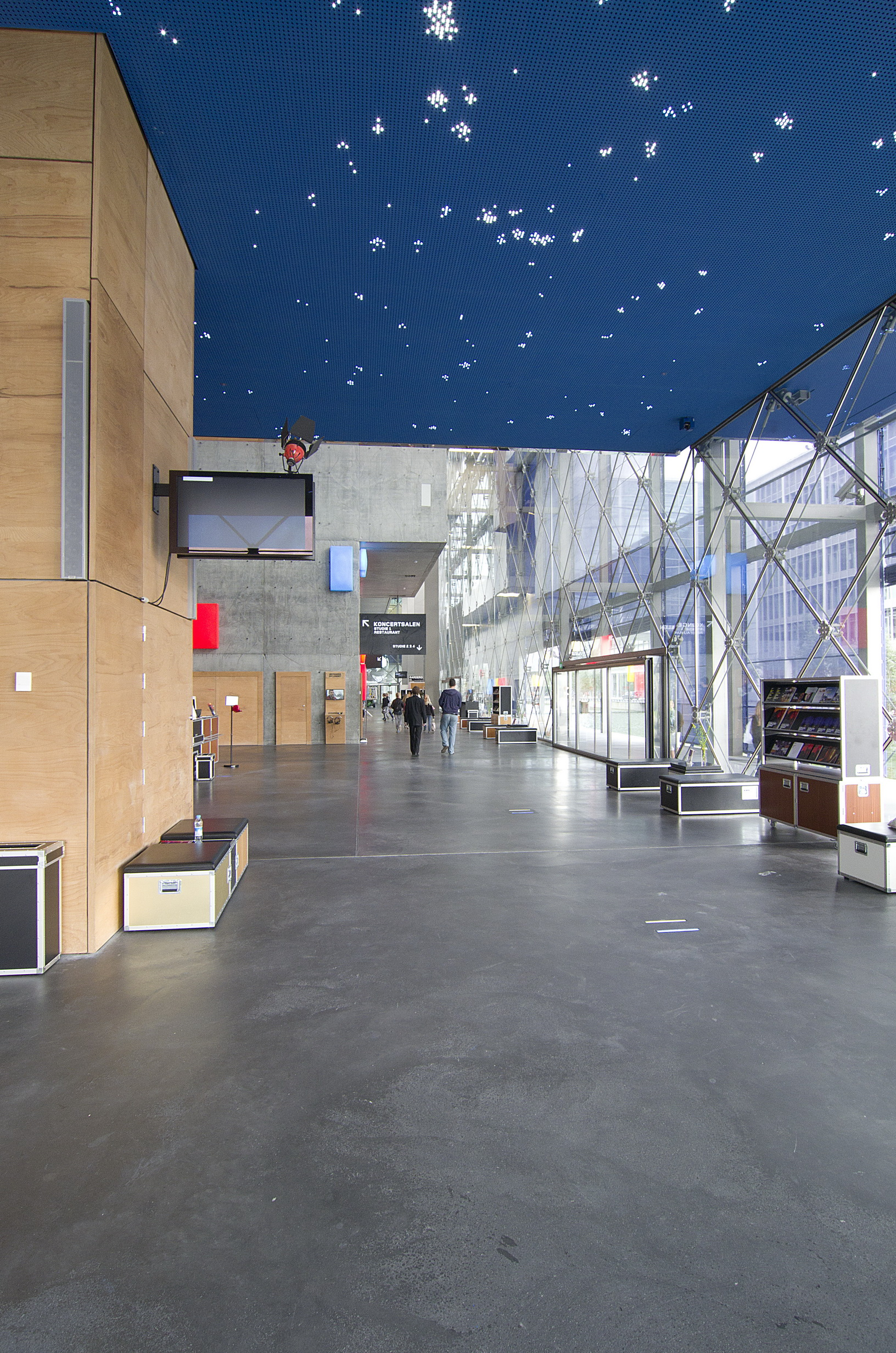
Foyer area (2011)
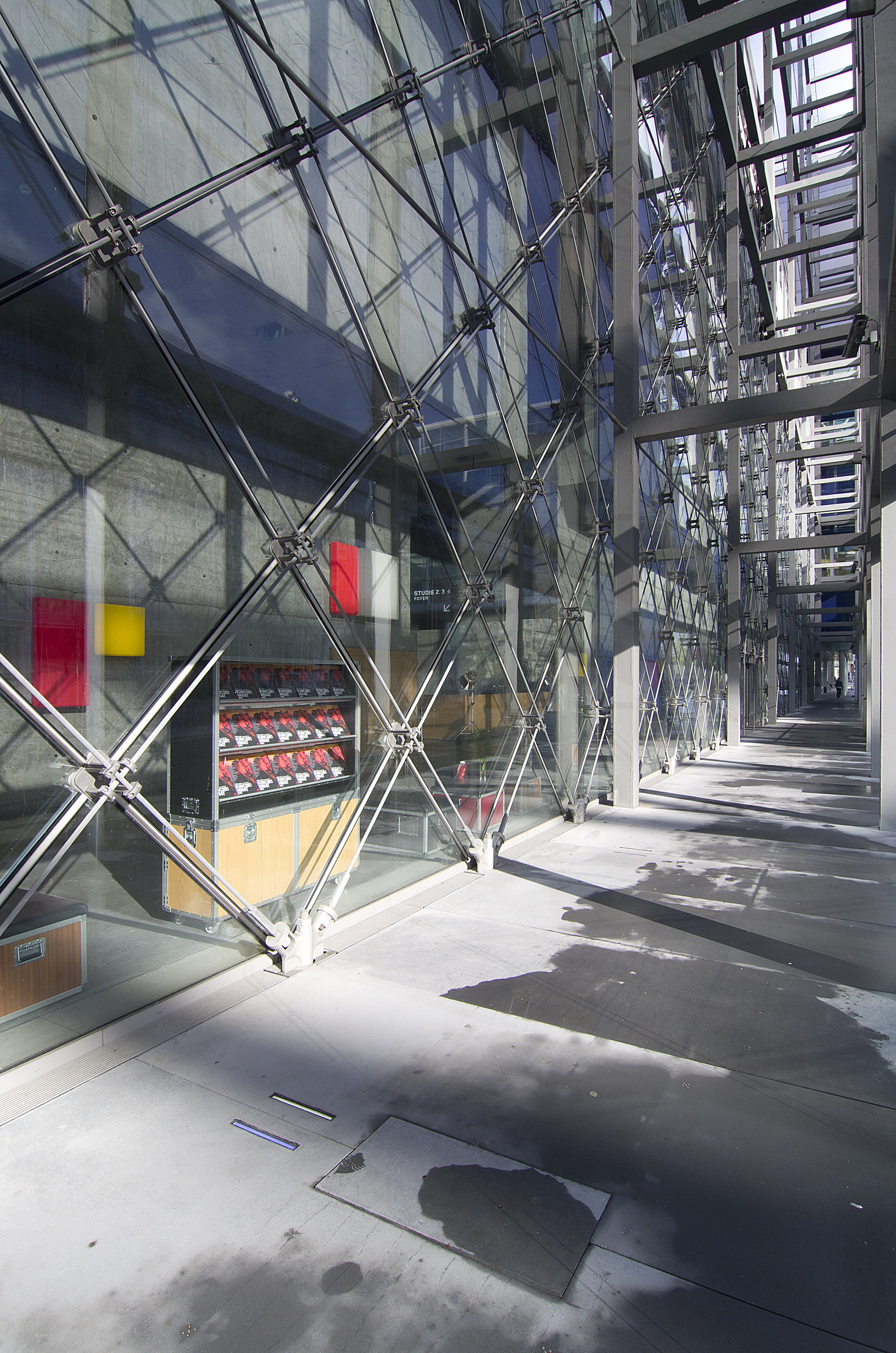
Exterior structure (2011)
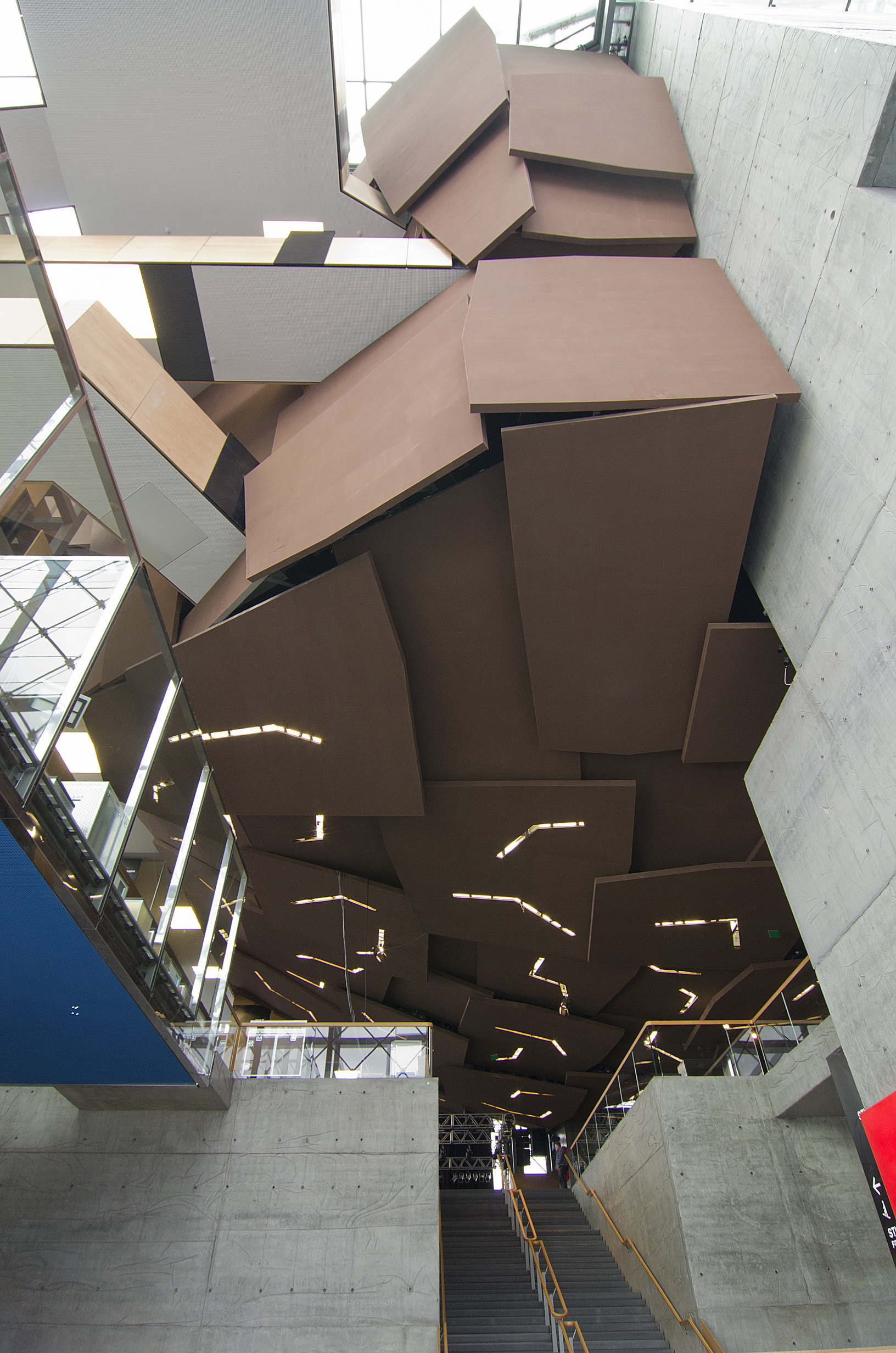
(2011)
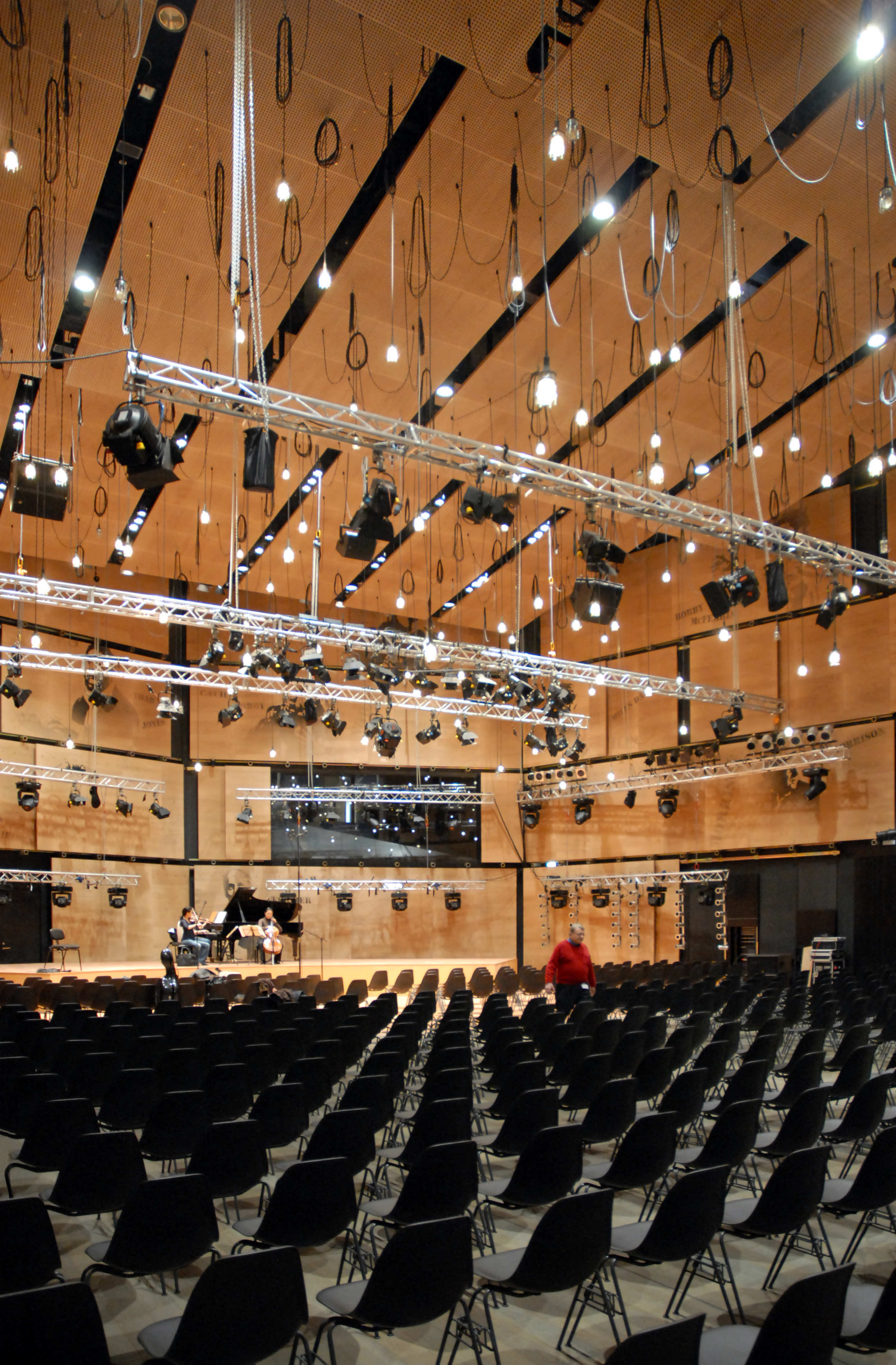
Studio 2 (2009)
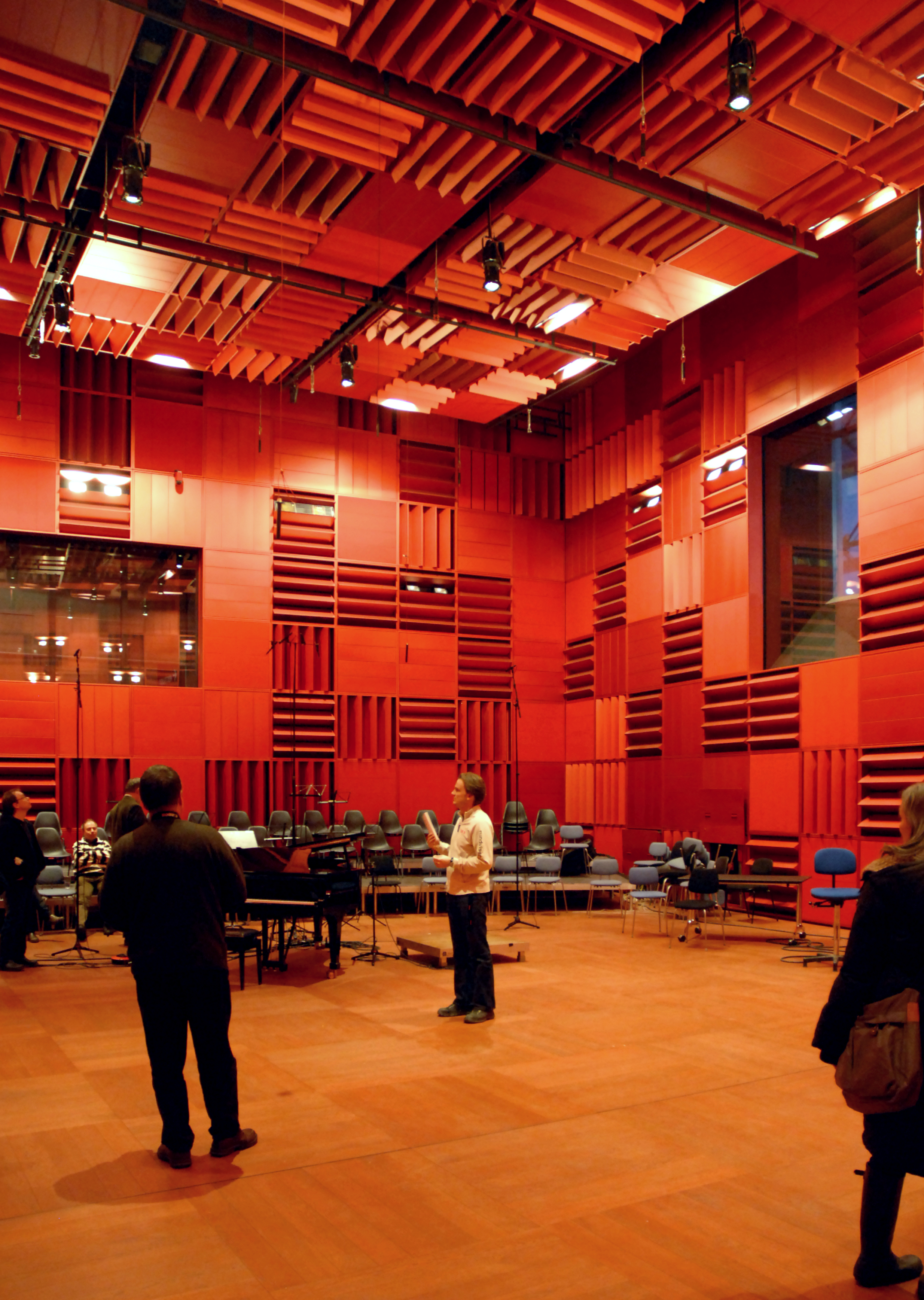
Studio 3 (2009)

## 外部連結
- 官方网站（丹麦文）（英文）